# Melanatria
Melanatria é um género de gastrópode  da família Thiaridae.
Este género contém as seguintes espécies:
- Melanatria fluminea
- Melanatria madagascarensis